# Michael Melkonian
Michael Melkonian (* 1948 in Hamburg) ist ein deutscher Biologe und emeritierter Professor für Botanik.

## Leben
Melkonian studierte ab 1968 Biologie mit Diplom-Abschluss in Botanik im Jahre 1974 an der Universität Hamburg. Die Dissertation in Botanik erfolgte im Jahre 1978 ebenfalls in Hamburg. Er ging dann an die die Universität Münster, wo er sich im Jahre 1983  habilitierte. Ab 1988 bis zu seiner Emeritierung im Jahre 2017 wurde er auf eine Professur am Institut für Botanik an der Universität Köln berufen.
Seit  Februar 2019 ist er Inhaber einer Seniorprofessur an der  Universität Duisburg-Essen. Zusammen mit seiner Frau ist er Gastwissenschaftler an dem Max-Planck-Institut für Pflanzenzüchtungsforschung, Köln.

## Wirken
Forschungsgebiete: Mikroalgen und Protisten, mit drei Schwerpunkten:
- Biodiversität, Phylogenie, Systematik und Evolution von Mikroalgen und ihren photosynthetischen Organellen.

- Einsatz von Mikroalgen in Bio- und Umwelttechnologien unter Verwendung von Zellimmobilisierung.

- Molekulare Zellbiologie von Flagellatenalgen.[4]

## Publikationen (Auswahl)
- Lynn Margulis, John O. Corliss, Michael Melkonian, David J. Chapman (Hrsg.): Handbook of Protoctista; the structure, cultivation, habitats, and life histories of  the eukaryotic microorganisms and their descendants exclusive of animals, plants, and fungi ; a guide to the algae, ciliates, foraminifera, sporozoa, water molds, slime molds, and the other protoctists. Jones & Bartlett, Boston 1990, ISBN 0-867-20052-9.
- Karl-Heinz Linne von Berg, Michael Melkonian u. a.: Der Kosmos-Algenführer. Die wichtigsten Süßwasseralgen im Mikroskop. Kosmos, Stuttgart 2004, ISBN 3-440-09719-6.

## Auszeichnungen
- 1984: Biologie-Preis der Akademie der Wissenschaften zu Göttingen
- 2004: Fritz-Schaudinn-Preis[5]
- 2014: Hans-Adolf von Stosch Medaille für Phykologie[6]
- 2014: Ehrenmitgliedschaft der griechischen phykologischen Gesellschaft[6]
- 2017: Ehrenprofessur der Nguyen Tat Thanh University, Ho-Chi-Minh-Stadt, Vietnam